# Viazzano
Viazzano è una frazione del comune di Varano de' Melegari, in provincia di Parma.
La località, posta a fianco del torrente Ceno, dista 2,97 km dal capoluogo.

## Storia
Il primo insediamento di Viazzano sorse in epoca romana, quale possedimento della famiglia dei Vetatii, ai quali la località deve il suo nome.
Agli inizi dell'XI secolo il borgo apparteneva a Ildegarda, moglie del longobardo Odone; nel 1028 la nobildonna vendette tutte le sue terre, tra cui rientravano anche il paese di Vianino e il castello di Roccalanzona, al rettore della chiesa di San Pietro di Paderna, che a sua volta nel 1043 le donò al monastero di San Savino di Piacenza.
Nel 1413 Viazzano, Roccalanzona e altre terre furono assegnate in feudo ai fratelli Giacomo e Pietro Rossi, signori di San Secondo; l'investitura fu confermata anche ai loro eredi sia da parte del duca di Milano Francesco Sforza nel 1449 sia da parte del re di Francia Luigi XII nel 1502.
Nel 1551 durante la guerra di Parma, il borgo fu teatro di una battaglia che oppose il marchese Giulio Cesare de' Rossi, filoimperiale, e il conte Sanvitale, fedele ai duchi Farnese; la chiesa di Sant'Ilario fu nell'occasione fortificata.
Nel 1666 il marchese Scipione I de' Rossi cedette Viazzano, Roccalanzona e le altre terre che possedeva sull'Appennino parmense alla Camera ducale di Parma; nel 1692 il feudo fu assegnato al marchese di Senigallia Agostino Ercolani, che ne affidò la gestione alla famiglia Venturini; gli Ercolani della Rocca ne mantennero il possesso fino al 1805, quando i decreti napoleonici abolirono i diritti feudali.
Nel 1870 il borgo fu aggregato al comune di Varano de' Melegari.

## Monumenti e luoghi d'interesse
Il borgo conserva numerose case-torre d'epoca medievale e alcuni edifici rinascimentali.

### Chiesa di Sant'Ilario

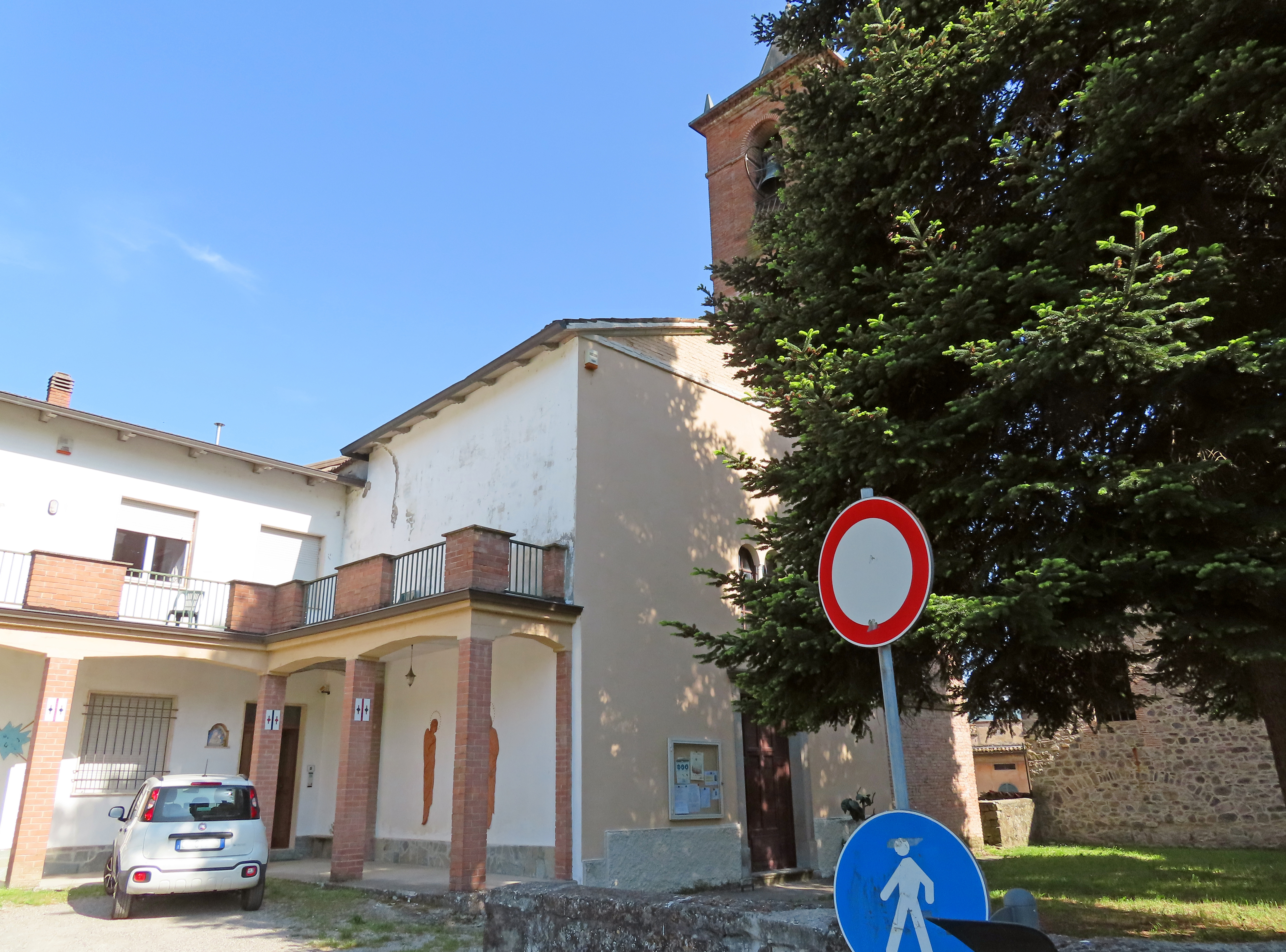
Chiesa di Sant'Ilario

Menzionata per la prima volta nel 1230, la chiesa fu modificata più volte nei secoli successivi; ampliata e ristrutturata in stile neoclassico tra il XVIII e il XIX secolo, fu restaurata intorno alla metà del XX secolo. Al suo interno sono conservati due dipinti seicenteschi di pregio.

### Casa Grossardi

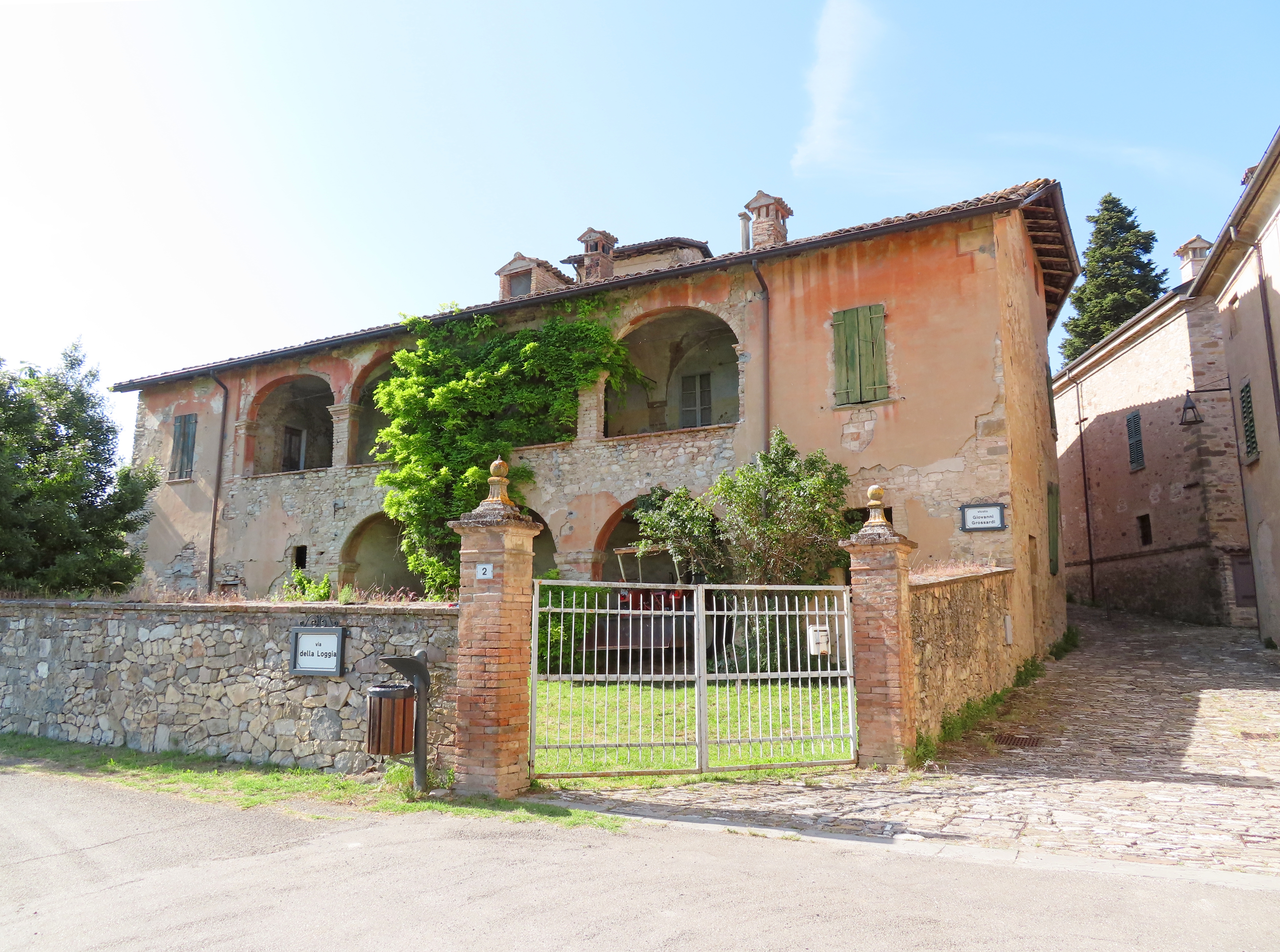
Casa Grossardi

Costruito nel 1494, l'edificio, appartenuto alla nobile famiglia Grossardi, diede i natali nei secoli ad alcuni militari e patrioti della zona, tra i quali il carbonaro Giovanni Grossardi. Oggi la struttura appartiene alla famiglia Bentivoglio; la casa, dotata anche di un piccolo oratorio dedicato all'Angelo custode, è caratterizzata dalla presenza dell'elegante portico con sovrastante loggiato ad arcate a tutto sesto al centro della facciata meridionale.

### Casa Venturini

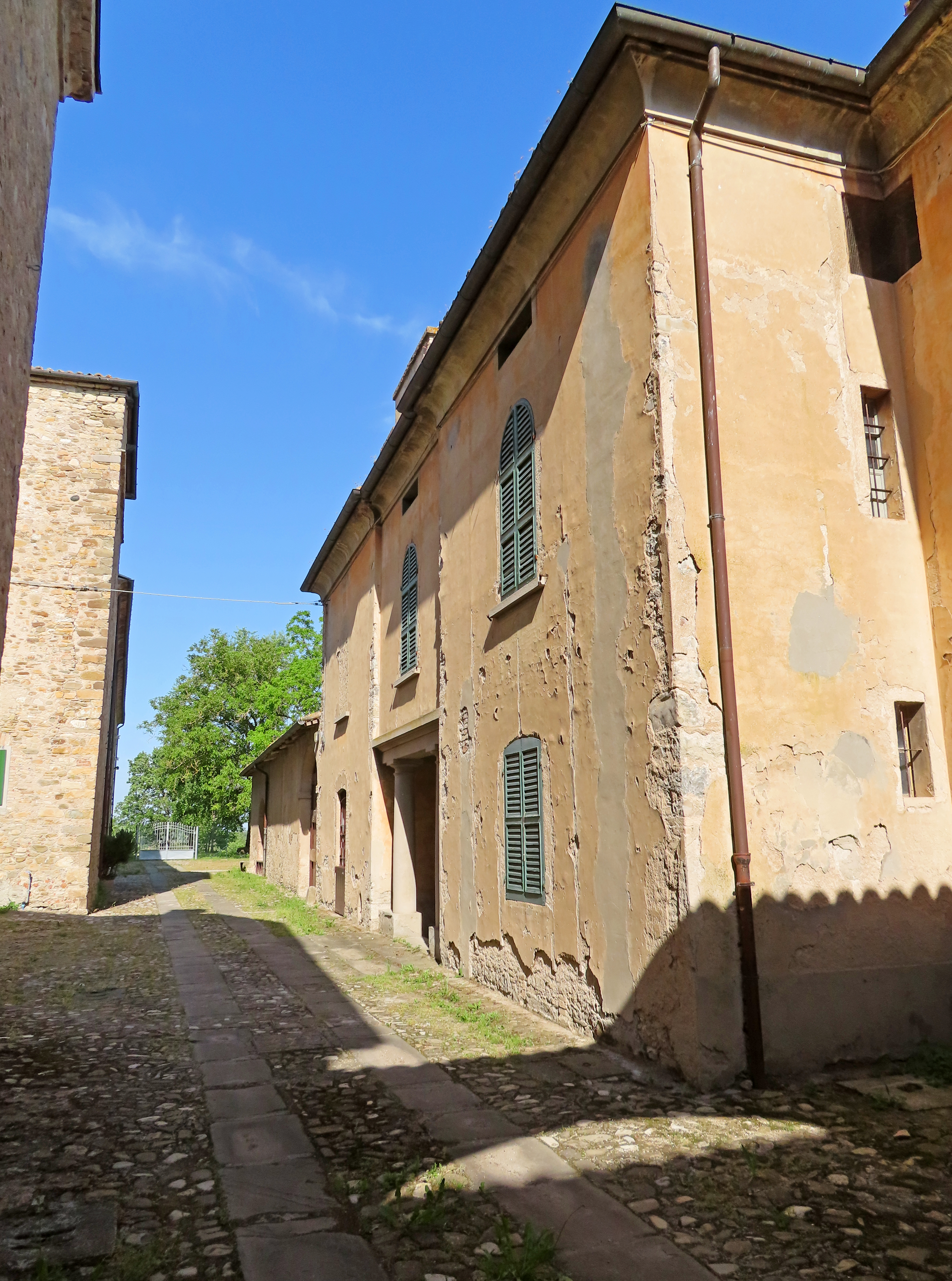
Casa Venturini

Nato quale casa-torre in epoca medievale, l'edificio fu ingrandito nel XVI secolo con la costruzione della grande struttura ad U coronata da frontone triangolare, al cui centro era posto un orologio; nel XVIII secolo fu aggiunta un'altra ala con saloni decorati e furono realizzati la corte dei cavalli con fontana e gli ambienti di servizio per l'allevamento dei bachi da seta.

### Casa Valenti

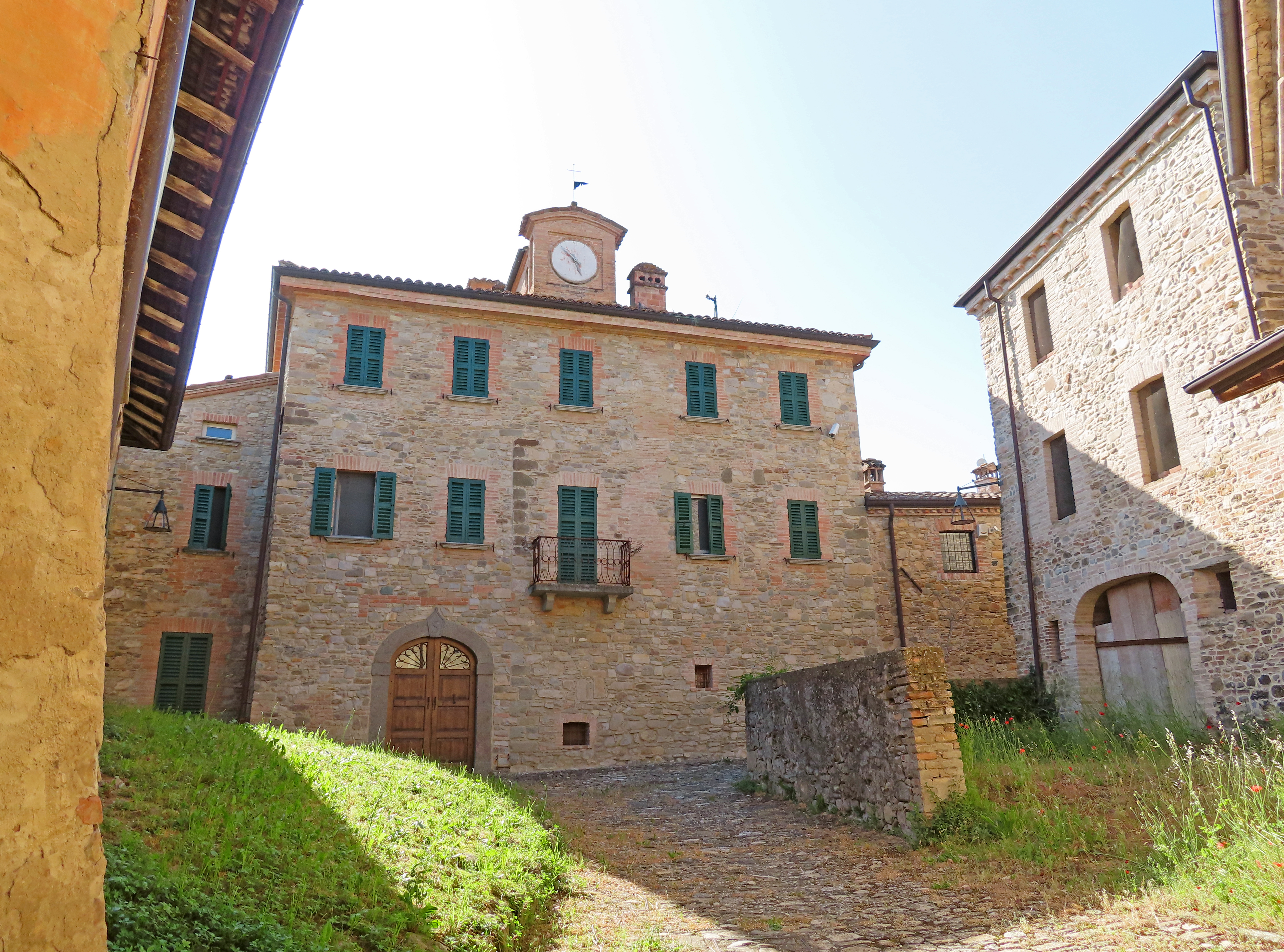
Casa Valenti

Appartenuta nel XVII secolo alla famiglia Valenti, la casa, pervenuta ai Serventi, fu ristrutturata verso la fine del XX secolo; la facciata, asimmetrica per la presenza in posizione decentrata dell'ampio portale d'ingresso ad arco ribassato, è coronata nel mezzo da una torretta al cui centro si staglia un grande orologio.